# 報道

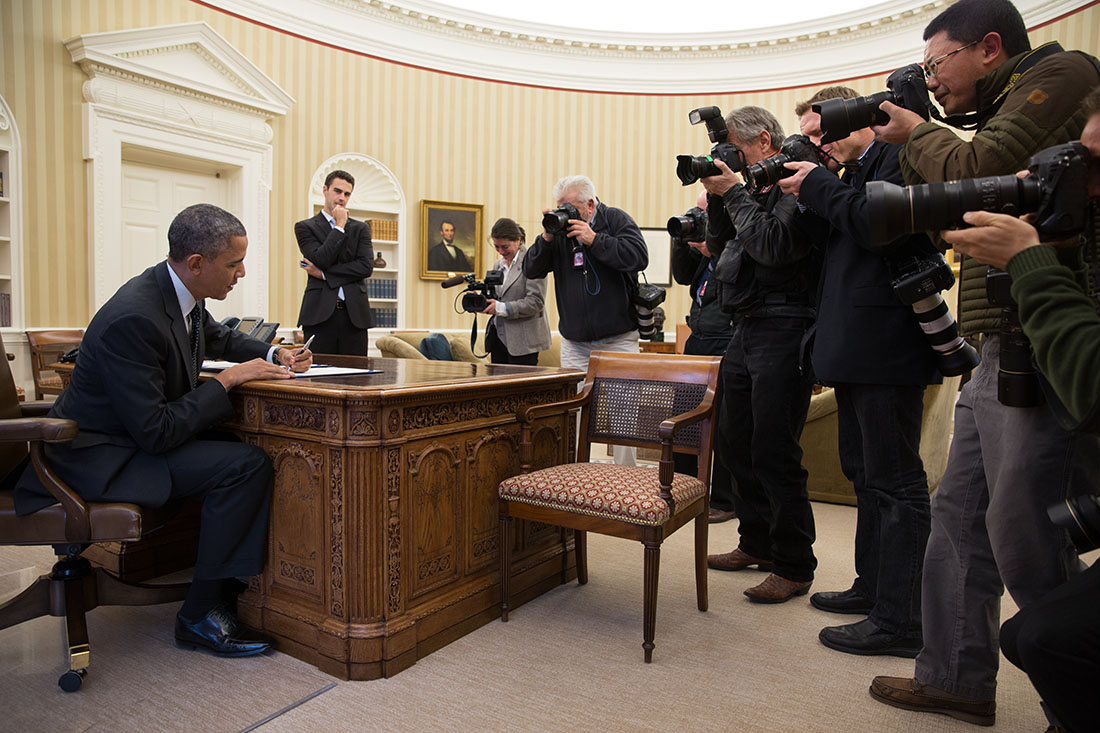
2013年11月、バラク・オバマアメリカ大統領を撮影するフォトジャーナリスト

報道（ほうどう、英: reporting）は、ニュース・出来事・事件・事故などを取材し、記事・番組・本を作成して広く公表・伝達する行為であり、言論活動のひとつ。特に報道やそれに伴う世論の形成の研究を「新聞学」と呼称する。
いっぽう、ジャーナリズム（英: journalism）とは、事実の伝達のほか、それについての解説や論評も含む。テレビ放送では報道番組は娯楽番組などと対置されるが、スポーツ中継のように娯楽番組であると同時に事実を伝える報道番組としての側面を含むものもあり、明確な区分は困難である。ただし、ジャーナリズムの定義を無条件に拡大すると本質が見えなくなることから、一般には時事問題に関する報道・解説・批評等の活動を指して用いられる。

## 概要
議会での議論や戦争の経過など数多くの事件や出来事を直接見聞きしている人はまれであり、特に現代社会ではマスメディアの提供する情報を通して事件や出来事を間接的に体験している。
報道における取材（しゅざい）とは、報道対象の事実を確認する行為で、報道機関は原則として所属する記者の取材に基づく記事を報道するが、国外など遠隔地で発生した出来事は、通信社などの配信する記事によって報道する場合もある。この場合、記事の頭に「○日ニューヨーク共同」のような形でクレジットが入る。
世界のジャーナリズムで一般的かつ重要とみなされている機能として、「バイライン（署名）」「ソース（情報源）」「クレジット（引用・参照元）」「オプ・エド（反対意見）」「コレクション（訂正欄）」が挙げられる。

## 媒体と担い手

### メディア
報道の媒体はメディアと呼ばれ、不特定多数の大衆に情報を伝達することはマスコミュニケーションと呼ばれる。マスコミュニケーションに使用される媒体はマスメディアと総称される。これらの概念は非常に近接したものであるため、メディアやマスメディア、マスコミ（マスコミュニケーション）という言葉がジャーナリズムを指すことも多い。報道を行う主体は報道機関と呼ばれる。マスメディアのなかでも影響力が強いテレビ・ラジオ・新聞・雑誌はマスコミ四媒体と呼ばれ、狭義においてマスメディアとはこの4つのメディアのことを指していた。マスメディアは入手した情報を自らの判断の下で編集し利用者へと公開するが、これはジャーナリズムの機能そのものであり、このためマスメディアは必然的にジャーナリズム機能を備えることとなる。
こうしたマスメディアによってジャーナリズムは事実上独占されていたが、インターネットの発達とともにマスメディアを通さない不特定多数への情報発信が可能となった。また同様に、企業がマスメディアを通さず直接情報を発信するオウンドメディアも2010年頃から盛んになってきている。一方、従来型メディアであるテレビや新聞、雑誌がインターネットで情報を発信することも盛んに行われている。
また、ジャーナリズムはその表現媒体により、活字ジャーナリズムやフォトジャーナリズム、ビデオジャーナリズムなどに区分されることがある。

### ジャーナリスト
ジャーナリズムに携わる人々はジャーナリストと総称される。ジャーナリストはマスメディアを通じて自らの取得し所持している情報を公開し、報道する。ジャーナリストの判断によって人々が入手できる情報の質は大きく変動するため、その報道姿勢ひとつで世論が大きく動く危険性を常にはらんでいる。ジャーナリストは19世紀頃には職業化が進展し、20世紀にはおおよそプロによって占められるようになっていたが、インターネットは一般の一個人がジャーナリズム的活動を行う道を開いた。
職業ジャーナリストの多くは、新聞社やテレビ局といった報道機関に属する記者や編集者である。こうした報道機関に属さないフリージャーナリストも多く存在するが、彼らもまた報道機関と契約を結び、マスメディアでみずからの記事を発表することが多い。
主にジャーナリストの育成を目的として、大学にジャーナリズム学科を設置しジャーナリズム教育を行うところも多く存在する。こうしたジャーナリズム教育はアメリカを発祥とし、21世紀においても同国が中心となっている。ただしジャーナリスト育成に関しては各国で手法に違いがあり、大学教育を柱とするアメリカに対し、イギリスや日本などでは職場での実地訓練、いわゆるOJTが中心となっている。このため、日本ではジャーナリズム教育を掲げる学科は多いものの、とくに実務教育においてマスメディア側からの評価が低く、必ずしもそこで教育を受けることが報道機関への就職に有利となるわけではない。

## ジャーナリズムと権力

### ジャーナリズムと独裁国家

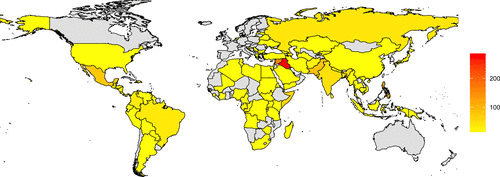
2002年から2013年に殺害されたジャーナリスト数の国別図

日々のできごとに限らず建造物・風景・珍しい動植物など特に現代社会では人々はマスメディアの提供する情報を通して世界を認識することが多い。このようなマスメディアの影響力から権力者にはその情報をコントロールしたいという志向が現れることがあり、現にいくつかの国々では厳しい情報統制が実施されている。権力者によるマスメディアのコントロールが明確に表れるのがクーデター発生時であり、クーデターが発生すると情報によって市民や兵士の行動のコントロールを図るためまず放送局が占拠される。
情報統制の敷かれた国々では権力者にとって都合の良い情報だけが住民に伝わり、世界情勢や自国の置かれている状況も客観的に判断することが困難になる。一方、言論統制が形骸化して正確な報道が他国から入ってくる場合は独裁政権には不利となる。冷戦末期、西側諸国の衛星テレビの情報は国境を越えて東欧諸国の人々の世界観や行動に影響を与え、東欧革命の大きな原動力となった。
独裁国家において、政府はジャーナリズムに対しさまざまな方法で統制を試みる。中華人民共和国を例に取ると、同国政府は2021年には、それまで認められていた民間企業の報道事業を禁止する案を公表している。また2023年にジャーナリストに中国共産党への忠誠度を問う資格試験を課すと報じられた。また香港においては、一国二制度のもとで高度な報道の自由が確保されていたが、2020年に中国政府の圧力の元で香港国家安全維持法が施行されて以降急速に言論の自由が失われていき、2021年6月24日には中国に厳しい論調を取っていた新聞である蘋果日報が廃刊に追い込まれ、さらに立場新聞などいくつかの民主派ネットメディアも停止されるなど相次いでジャーナリズムへの弾圧を行った結果、報道の自由度ランキングが急落した。その後も弾圧は続き、2022年9月7日には香港記者協会の会長が逮捕されている。
報道の自由の認められていない国家においては、ジャーナリストの逮捕・投獄は珍しくない。2022年一年だけでも、中華人民共和国を筆頭としてミャンマーやイラン、ベトナム、ベラルーシといった独裁国家を中心に、世界中で533人のジャーナリストが報道活動中に逮捕され投獄されている。また治安の安定していない地域では殺害されるジャーナリストも多く、2022年には年間で57人が報道活動中に殺害されている。
こうしたことから、独裁国家から亡命して国外から報道を続けるジャーナリストも多い。例として、2022年に自身の出演するテレビ番組において反戦活動を行ったマリーナ・オフシャンニコワは2023年2月にロシアから脱出し、フランスへと亡命した。
なお、発展途上国におけるジャーナリズムの確立は民主化や政府監視の観点で必須と見なされており、UNESCOやNGOの支援によって発展途上国のジャーナリズム教育支援が行われている。

### ジャーナリズムと民主国家
こうした情報統制を防ぐために、民主主義国家においては表現の自由が保障され、報道の自由もその中において保障がなされている。このような自由はアメリカ独立戦争やフランス革命などの市民革命の中で、新聞などの行う報道が世論の形成に大きな役割を果たしたことによって確立され、樹立された新政府においては自由権の一部として法的に表現の自由が認められるようになった。日本においても、日本国憲法の第二十一条において「集会、結社及び言論、出版その他一切の表現の自由は、これを保障する」との一文があり、この中で報道の自由は保障されている。さらに第二項では「検閲は、これをしてはならない」と定められており、検閲も明確に禁止されている。報道の自由には取材の自由や媒体の流通・頒布の自由が含まれている。
しかし報道の自由が確立されたのちも、政府とマスメディアの間ではその自由の範囲をめぐってしばしば対立が起きている。軍事的・外交的なものを中心に重要事項がしばしば国家機密に指定され情報流出が制限される一方、情報公開法が制定され政府の公文書等が一般に公開されるよう定められている国家も多くなってきている。また、ジャーナリストの重要な職業倫理のひとつに取材源の秘匿が挙げられるが、刑事裁判においてはある程度の尊重はされるものの、どこまでそれが認められるかについては議論がある。
権力の監視、いわゆる「番犬」（ウォッチドッグ）機能はジャーナリズムにおいて非常に重視されており、権力悪の追求こそがジャーナリズムの使命であるとする論説も多い。一方で、権力批判を至上命題とした場合ともすれば権力に従わない犯罪者をも擁護することになりかねず、善悪の転倒が起きる場合がある。
報道の自由を示す指標としては、国境なき記者団が毎年世界報道自由度指数を公表している。

### ジャーナリズム自体の権力性
報道・ジャーナリズムは世論を形成することができるため社会的に非常に大きな影響力をもっており、それはジャーナリズムが権力性を帯びていることを意味する。この権力は大きなもので、「立法」「行政」「司法」の3つの権力にこの「報道機関」（マスメディア）を加え、「第四の権力」と呼ぶ者もいる。

## 報道倫理

### ジャーナリズムと正確性
報道では事実確認の怠りや他社との競争を背景とする勇み足などによって誤報が生じることがある。この他、部数を増やすためのやらせや虚偽報道などの問題（イエロー・ジャーナリズム）がある。また表現の自主規制や報道におけるタブーの問題もある。このうち、明確な誤報や捏造報道に関しては、訂正報道がなされる場合がある。例として、日本の放送法では報道が事実でないことが判明した場合、その判明した日から2日以内に訂正・取り消し放送を行うことが義務づけられている。また放送に関しては、2003年に設立された放送倫理・番組向上機構（BPO)が放送への苦情や放送倫理に関わる諸問題を審理し、各局に見解の提示や勧告を行っている。
まがりなりにも正確性を担保するシステムが整えられている従来型ジャーナリズムに比べ、ソーシャルメディア上のニュースはさらに信頼性が低く、2018年の日本国総務省の調査では従来のマスメディアを信頼するとの回答が6割以上を占めるのに対し、ソーシャルメディア上のニュースを信頼するとの回答は3割にとどまっている。また、正確性を担保するシステムがないため、ソーシャルメディア上のニュースの信頼性については発信者の信頼性によって担保されたと見なす傾向がある。実際に、インターネット記事の正確性にまつわるトラブルは後を絶たない。2016年には、キュレーションサイトであるWELQの著作権侵害や誤った記事内容が炎上し、休止に追い込まれている。またインターネット上では2016年頃より、ソーシャルメディアにおけるフェイクニュースが急速に問題視されるようになり、さまざまな機関でファクトチェックが行われるようになってきている。フェイクニュースに関しては広告収入を求めて意図的に量産される場合がある。こうしたフェイクニュースの蔓延を受けてタイやシンガポール、ロシアなどでフェイクニュース規制法が相次いで可決されたものの、フェイクニュースの判断基準を巡る争いや言論の自由との兼ね合いといった問題点が指摘され、また規制そのものの実効性も疑問視されている。
ニュースに対する社会全体からの信頼度は、日本においてはほぼ変化を見せていないものの全世界的に低下傾向にある。

### ジャーナリズムと過剰性
犯罪の被害者や加害者に関しては、日本では20歳以下の少年に関しては少年法によって匿名での報道が法的に定められているものの、それ以外の場合は基本的に実名での報道が行われている。しかしこうした実名報道はプライバシーの侵害や報道被害・人権侵害につながるとされ、匿名での報道を求める声も上がっている。
記者たちの取材マナーやモラルの欠けた過剰な取材も大きな問題となってきている。例としては、事件が起きた際に報道各社が関係者の元に殺到して人々の日常生活を脅かすメディアスクラムや、パパラッチの横行などが挙げられる。
このほか、犯罪に関する過剰に詳細な報道は市民の間の不安を増幅させ、模倣犯を生み出したり、動機や手口までもが詳細に報じられることにより、新たな犯罪や連鎖自殺が誘発されることがある。またニュースが娯楽化し、報道番組がショー化して、取材映像にBGMや効果音、あるいはテロップやナレーションを付加することにより必要以上に演出してしまう過剰演出も問題である。逮捕された容疑者が裁判で有罪となる前から犯人と決めつけられる、いわゆる犯人視報道も人権上非常に大きな問題があるとされている。
報道によって個人の名誉毀損が起きることは珍しくなく、裁判所によって名誉毀損が認められた場合は損害賠償や謝罪広告などの名誉回復処分を受けることが可能である。ただし、その報道に公共性と公益性があり真実である場合は名誉毀損罪の免責要件にあたり、罪に問うことはできない。名誉毀損と報道の自由は対立する関係にあり、適用範囲を巡って多数の裁判が起こされ、多くの判例が出ている。

### ジャーナリズムと客観性
客観報道に対する考え方は媒体の種別によっても国によっても異なっている。
新聞社や雑誌社には社是として不偏不党を掲げる社がある。2000年に制定された日本新聞協会「新聞倫理綱領」では「新聞は歴史の記録者であり、記者の任務は真実の追究である。報道は正確かつ公平でなければならず、記者個人の立場や信条に左右されてはならない」としている。一方で特定の政党や政治団体を支持している新聞や雑誌もある。また、新聞を政党や政治団体が発行していることも多い。米国ではニューヨーク・タイムズは政治報道では共和党より民主党に近い立場とされている。
客観報道の中身についてはさまざまな議論がある。数多く発生する事件やできごとに対し、どのニュースを選択し、どのような順序で、どれくらいの紙面・放送時間で報道するか、どの写真・映像を選択するかという決定のプロセスが介在するからである。報道機関は、事件や事故といった事象に対し、報道する価値が「ある」「ない」といったふるい分けを行い、価値があると判断した事象を報道する。判断する基準についてニクラス・ルーマンによれば
「驚き」「新奇さ」「断絶」「非連続」などの特性を備えており、広く報じる価値がある情報となる。そして、「驚き」などの判断基準はそのときどきの社会の状況によって異なるため、「同じような事件であっても、昔は報道されなかった（情報価値がなかった）のに、今では報道される（情報価値が生まれた）」といったことが、普通に起こりうる。
ここから報道に対する指摘の一つとして、「報道に「社会的責任」や「中立性」、「正義」などの「あるべき論」を求めるのは、そもそも間違っている」という考えが生まれる（ルーマン）。報道は、社会的責任などの規範とは別次元の基準で情報を峻別し、多くの人が求めるものを報じる仕組みとなっている。そこへ外部から規範を基準として入れ込もうとしても機能するわけがない、ということである。
日本における客観報道の定義は曖昧であり、客観報道そのものに疑問を呈する意見もある。客観報道の定義は人によって千差万別で、定まった合意がないからである。記者クラブが持つ問題点と併せ日本の報道機関の偏向報道体質はよく批判され、客観報道は空想でしかないとの意見もみられる。

### 発表報道と調査報道
官公庁や捜査機関、各企業から記者会見やプレスリリースなどで発表される情報を、精査や取捨選択することなくそのまま報じるような報道は発表報道と呼ばれ、画一的・一面的な報道や対象への無批判などを引き起こすため、あまり望ましくない報道姿勢とされている。これの対照となるのが調査報道で、公的な発表に頼らず丹念な取材によってさまざまな情報を集め、それを積み上げて隠された事実を突き止める報道スタイルのことを指し、ジャーナリズムの神髄であるとされている。一方で、調査報道は多大な費用と労力が必要な上まったくの空振りに終わることも多く、実施には困難が伴う。
ジャーナリズムの報道姿勢に関して、日本では記者クラブが問題とされることが多い。官公庁や各種業界団体に設置された記者クラブは加盟社記者の取材拠点となっており、当該団体から情報を迅速に引き出しやすく、また団体側からも発表が行いやすいというメリットがあるものの、団体から提供されるニュースソースで満足しそれ以上の掘り下げた取材を行わなくなることで発表報道に陥りやすい問題点があるとされている。
また、通常記事を作成する際には直接取材を行い、内容に関しても検証し誤りのないものとすることが求められるが、インターネットやSNSの発達に伴い、ネット上の有名人の発言などを取材なしにそのまま引き写して粗雑な記事を乱造することが問題となっている。これはコタツに入っていても作成できるような記事、すなわちコタツ記事と呼ばれ、ネットメディアやスポーツ新聞を中心にその乱造ぶりと記事作成姿勢が批判を浴びている。

### 様々な組織から要求されるガイドライン
- 自殺報道ガイドライン - 2000年にWHO（世界保健機関）が発表、厚生労働省が従うよう要請している。
- LGBTQ報道ガイドライン - 2019年3月に第一版が発表された[69]。
- 薬物報道ガイドライン - 2017年、偏向報道や無断撮影で叩くことより治療につなげるよう評論家の荻上チキが発表した[70]。
- ひきこもり報道ガイドライン‐ 2022年12月8日、偏見や無断撮影などを行うことに対して、弁護士、精神科医、当事者らが発表した[71]。

## 歴史

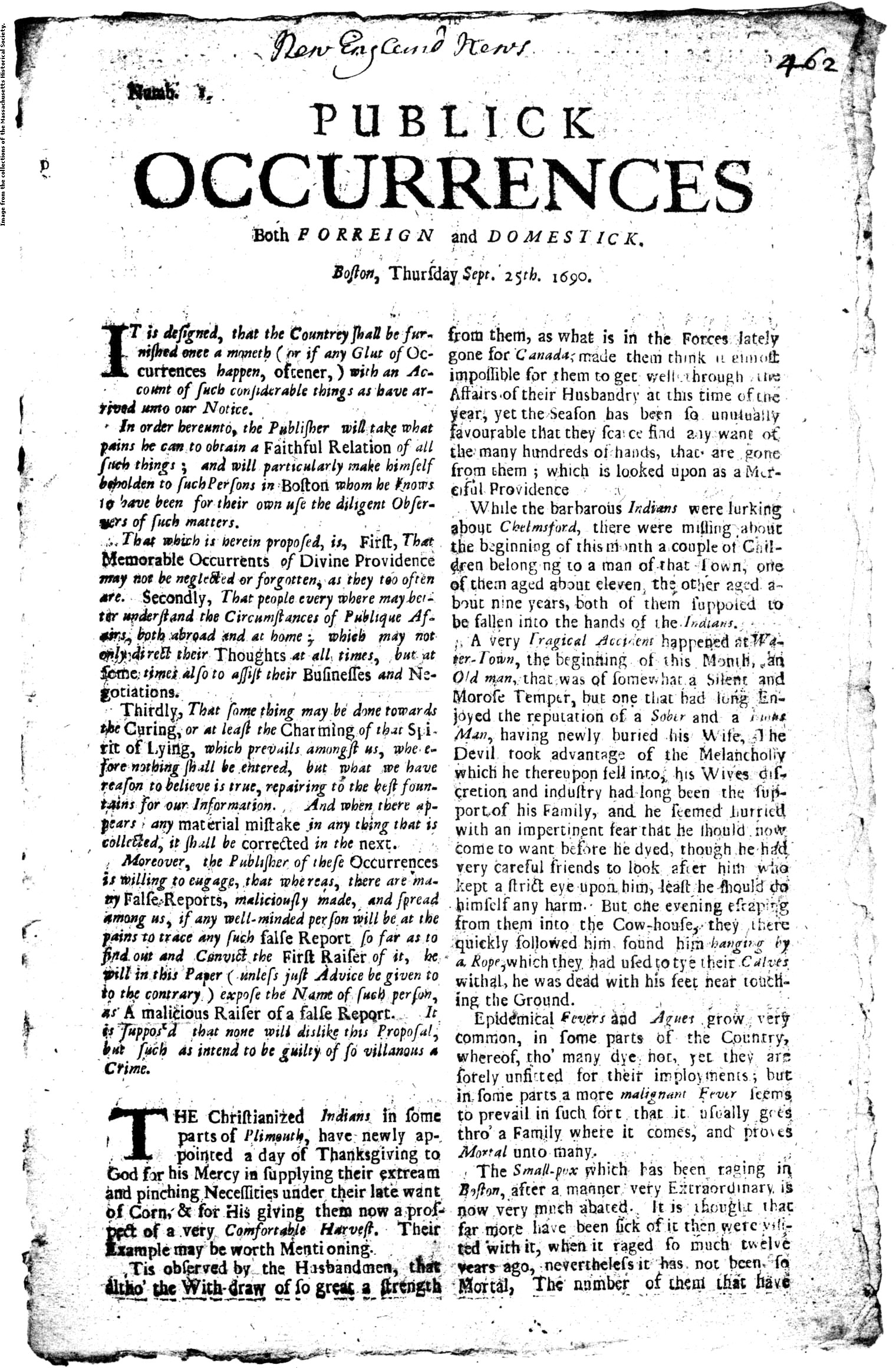
1690年9月25日付のボストンの新聞。

17世紀ごろから新聞の発行間隔が狭まりつつ定期化していき、また内容も多岐にわたるようになっていった。名誉革命やアメリカ独立戦争などの市民革命において新聞は世論の形成に大きな役割を果たし、樹立された新政府においては自由権の一部として法的に言論の自由が認められるようになった。
19世紀になると新聞の低価格化が進み大衆にも広く読まれるようになると、ニュースの速報性がより重要になるとともに、従来ともすれば事実性・客観性が等閑視され、全く虚偽のニュースさえ掲載していた新聞が、読者からの信頼を高めるために事実を重視するようになり、また客観性も重んじるようになった。この客観報道の成立に関しては、1830年代のペニー・ペーパーと呼ばれる安価な新聞の普及によるというもの、19世紀中頃の通信社の成立によるというもの、そして20世紀初頭のジャーナリストのプロフェッショナリズムの成立によるというものの3つの有力説が存在するが、いずれにせよ20世紀初頭には客観報道が成立したと考えられている。この時期にはニュースの需要が増大したためジャーナリストの職業化が進展し、大量の職業ジャーナリストによってニュース記事の生産が進められていった。一方、この時期の新聞の低価格化と部数の拡大はセンセーショナリズムを引き起こし、いわゆるイエロージャーナリズムを登場させることとなった。
20世紀初頭まで新聞や雑誌といった出版物に限られていたマスメディアは、1920年にアメリカのピッツバーグで世界初のラジオ放送が始まることで放送メディアの時代の幕が開き、1920年代には世界各国で急速にラジオ放送が普及していった。さらに第二次世界大戦後にはテレビ放送が各国で相次いで始まり、これも急速に普及してマスコミ四媒体の中心となっていった。

## その他
優れたジャーナリズムに与えられる賞は多数存在し、なかでもアメリカで1917年に創設されたピューリッツァー賞はジャーナリズムにおける栄誉とされている。